# The Bootleg Series Vol. 7: No Direction Home: The Soundtrack
The Bootleg Series Vol. 7: No Direction Home: The Soundtrack es un álbum recopilatorio del músico estadounidense Bob Dylan, publicado por Columbia Records y Legacy Recordings en agosto de 2005.
El álbum, que supone el cuarto volumen de la colección The Bootleg Series, sirvió de banda sonora al documental No Direction Home dirigido por el cineasta Martin Scorsese y emitido en septiembre del mismo año, e incluye material inédito de los primeros años de la carrera musical de Dylan, entre la grabación de su primer trabajo y su primera gira mundial de 1966.
The Bootleg Series Vol. 7: No Direction Home: The Soundtrack fue recopilado con el apoyo personal de Scorsese y obtuvo buenos resultados comerciales al debutar en el puesto dieciséis de la lista Billboard 200 con cerca de 51 000 copias vendidas en su primera semana, y en el veintiuno en la lista británica UK Albums Chart. La compañía RIAA certificó el álbum como disco de oro el 21 de octubre de 2005.

## Recopilación deThe Bootleg Series 7
No Direction Home empezó a tomar forma en 1995 en la mente de Jeff Rosen, representante de Dylan, quien comenzó a concertar entrevistas con amigos y asociados a Dylan como el poeta Allen Ginsberg y el músico de folk Dave Van Ronk, los cuales fallecieron antes de que la película se estrenase. Suze Rotolo, antigua compañera sentimental de Dylan, también concedió una entrevista y se mostró conforme con el proyecto del resultado en una entrevista concedida a la revista Rolling Stone. El propio Dylan también concedió una larga entrevista de diez horas en una conversación abierta y relajada con Rosen en 2000. 
Según Rolling Stone, una fuente anónima cercana al proyecto aseguró que la implicación de Dylan en el documental no iba más allá de la entrevista, y comentó que «no tiene ningún interés en esto. A pesar de haber reunido suficiente materia prima al proyecto, Rosen necesitó a alguien para editar y dar forma al documental, para lo cual reclutó al cineasta estadounidense Martin Scorsese. Scorsese aceptó la oferta y se sumó al proyecto en 2001.
Mientras tanto, la oficina de Dylan acumuló cientos de horas de cintas con material histórico del tiempo cubierto por el documental. Entre los documentos se incluyó una grabación del primer grupo que Dylan tuvo en la escuela secundaria y material inédito del concierto ofrecido en Inglaterra el 17 de mayo de 1966, erróneamente localizado en Mánchester y en el que el músico increpó a un miembro del público que le llamó Judas. La cinta en color, grabada por D.A. Pennebakker, fue recuperada de los archivos personales de Dylan, dañados por agua.
De forma paralela se exploraron los archivos musicales de Dylan para una banda sonora que acompañara al documental. Tal y como se planeó en un comienzo, la banda sonora incluyó temas en directo incluidos en el documental, tales como la participación de Dylan en el Festival de Folk de Newport de 1965 interpretando «Maggie's Farm» con Paul Butterfield. El productor Steve Berkowitz ayudó a crear la primera mezcla multipista de «Maggie's Farm», sobre la cual comentó: «Es crudo, es punk rock... No hay nada añadido, nada cambiado. Todo en la banda sonora fue mezclado para sonar como sonó entonces». Otras interpretaciones no fueron remezcladas, tales como una interpretación de «Ballad of a Thin Man» de 1966, tomada de una grabación monoaural. «Está totalmente distorsionada pero me encanta», comentó Berkowitz. 
Aun así, mientras la banda sonora era recopilada, se decidió incluir material que no figuraba en el documental, tales como una larga lista de canciones de estudio descartadas previamente inéditas.

## Lista de canciones
Todas las canciones escritas y compuestas por Bob Dylan excepto donde se anota. 
| Disco uno | |               |          |  |
| N.º       | Título                                                                                                | Escritor(es)  | Duración |  |
| 1.        | «When I Got Troubles» (Grabada en 1959)                                                               |               | 1:28     |  |
| 2.        | «Rambler, Gambler» (Demo grabada en otoño de 1960 por Cleve Petterson)                                | Tradicional   | 2:16     |  |
| 3.        | «This Land is Your Land» (En directo en Nueva York, 4 de noviembre de 1961)                           | Woody Guthrie | 5:57     |  |
| 4.        | «Song to Woody» (Publicada en el álbum Bob Dylan)                                                     |               | 2:41     |  |
| 5.        | «Drink's Song» (Demo grabada en Minneapolis, 22 de diciembre de 1961)                                 | Tradicional   | 4:37     |  |
| 6.        | «I Was Young When I Left Home» (Demo grabada en Minneapolis, 22 de diciembre de 1961)                 |               | 5:19     |  |
| 7.        | «Sally Gal» (Descarte de The Freewheelin' Bob Dylan)                                                  |               | 2:·7     |  |
| 8.        | «Don't Think Twice, It's All Right» (Grabada en Nueva York en marzo de 1963)                          |               | 3:35     |  |
| 9.        | «Man of Constant Sorrow» (Grabada en marzo de 1963 para el programa "Folk Songs and More Folk Songs") | Tradicional   | 3:03     |  |
| 10.       | «Blowin' in the Wind» (Directo en Town Hall de Nueva York, 12 de abril de 1963)                       |               | 4:03     |  |
| 11.       | «Masters of War» (Directo en Town Hall de Nueva York, 12 de abril de 1963)                            |               | 4:41     |  |
| 12.       | «A Hard Rain's A-Gonna Fall» (Carnegie Hall de Nueva York, 26 de octubre de 1963)                     |               | 7:46     |  |
| 13.       | «When The Ship Comes In» (Carnegie Hall de Nueva York, 26 de octubre de 1963)                         |               | 3:05     |  |
| 14.       | «Mr. Tambourine Man» (Descarte del álbum Another Side of Bob Dylan)                                   |               | 6:42     |  |
| 15.       | «Chimes of Freedom» (Directo en el Newport Folk Festival, 26 de julio de 1964)                        |               | 8:02     |  |
| 16.       | «It's All Over Now, Baby Blue» (Descarte del álbum Bringing It All Back Home)                         |               | 3:33     |  |

| Disco dos |                                                                                               |          |  |
| N.º       | Título                                                                                        | Duración |  |
| 1.        | «She Belongs to Me» (Toma alternativa de Bringing It All Back Home)                           | 3:18     |  |
| 2.        | «Maggie's Farm» (Directo en el Newport Folk Festival, 25 de julio de 1965)                    | 5:53     |  |
| 3.        | «It Takes a Lot to Laugh, It Takes a Train to Cry» (Toma alternativa de Highway 61 Revisited) | 3:33     |  |
| 4.        | «Tombstone Blues» (Toma alternativa de Highway 61 Revisited)                                  | 3:34     |  |
| 5.        | «Just Like Tom Thumb's Blues» (Toma alternativa de Highway 61 Revisited)                      | 5:42     |  |
| 6.        | «Desolation Row» (Toma alternativa de Highway 61 Revisited)                                   | 11:44    |  |
| 7.        | «Highway 61 Revisited» (Toma alternativa de Highway 61 Revisited)                             | 3:38     |  |
| 8.        | «Leopard-Skin Pill-Box Hat» (Toma alternativa de Blonde on Blonde)                            | 7:23     |  |
| 9.        | «Stuck Inside of Mobile with the Memphis Blues Again» (Toma alternativa de Blonde on Blonde)  | 5:44     |  |
| 10.       | «Visions of Johanna» (En directo con The Hawks en Nueva York, 30 de noviembre de 1965)        | 6:36     |  |
| 11.       | «Ballad of a Thin Man» (En directo en el ABC Theatre de Edimburgo, 20 de mayo de 1966)        | 7:45     |  |
| 12.       | «Like a Rolling Stone» (Directo en el Free Trade Hall de Mánchester, 17 de mayo de 1966)      | 8:12     |  |

## Posición en listas
| País              | Lista                    | Posición |
| ----------------- | ------------------------ | -------- |
| Alemania          | Media Control Charts     | 56       |
| Australia         | ARIA Albums Chart        | 50       |
| Austria           | Ö3 Austria Top 40        | 66       |
| Bélgica (Flandes) | Ultratop 200 Albums      | 31       |
| Bélgica (Valonia) | Ultratop 200 Albums      | 78       |
| Dinamarca         | Album Top 40             | 26       |
| Estados Unidos    | Billboard 200            | 16       |
| Francia           | SNEP Albums Chart        | 111      |
| Italia            | IFPI Italia              | 19       |
| Noruega           | VG-lista Top 40 Albums   | 11       |
| Nueva Zelanda     | New Zealand Albums Chart | 37       |
| Países Bajos      | Mega Albums Top 100      | 31       |
| Reino Unido       | UK Albums Chart          | 21       |
| Suecia            | Albums Top 60            | 8        |
| Suiza             | Swiss Top Albums 100     | 51       |